# خان بولاغی

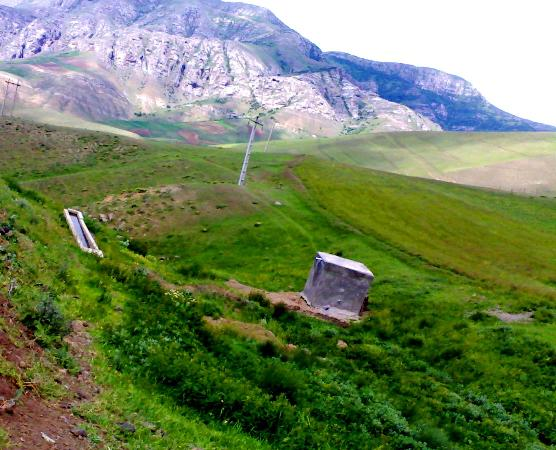
چشمه سرد و زلال خان بولاغی

نمایی نزدیک از چشمه سرد و زلال خان بولاغی

خان بولاغی، چشمه آبی خودجوش (آرتزین) با دبی ۳ لیتر بر ثانیه که در جنوب روستای خان کندی شهرستان گرمی مغان و در بالادست روستا واقع شده‌است. دمای آب این چشمه در تابستان و زمستان همواره نزدیک صفر است و خاصیت شفابخشی برخی امراض پوستی و استخوانی را نیز دارا می‌باشد.

## انواع چشمه
- چشمه‌های آبرفتی
- چشمه‌های گسلی
- چشمه‌های کارستی
- چشمه‌های دره‌ای
- چشمه‌های دامنه‌ای